# Giacomo Franzoni
Giacomo Franzoni (Genova, 5 dicembre 1612 – Roma, 19 dicembre 1697) è stato un cardinale e vescovo cattolico italiano.

## Biografia
Nacque il 5 dicembre 1612 dal marchese Anfrano Franzoni e Girolama Fieschi .
Papa Alessandro VII lo elevò al rango di cardinale nel concistoro del 29 aprile 1658.
Morì il 19 dicembre 1697 all'età di 85 anni.

## Genealogia episcopale e successione apostolica
La genealogia episcopale è:
- Cardinale Guillaume d'Estouteville, O.S.B.Clun.
- Papa Sisto IV
- Papa Giulio II
- Cardinale Raffaele Sansone Riario
- Papa Leone X
- Papa Clemente VII
- Cardinale Antonio Sanseverino, O.S.Io.Hier.
- Cardinale Giovanni Michele Saraceni
- Papa Pio V
- Cardinale Innico d'Avalos d'Aragona, O.S.Iacobi
- Cardinale Scipione Gonzaga
- Patriarca Fabio Biondi
- Papa Urbano VIII
- Cardinale Cosimo de Torres
- Cardinale Francesco Maria Brancaccio
- Vescovo Miguel Juan Balaguer Camarasa, O.S.Io.Hier.
- Papa Alessandro VII
- Cardinale Neri Corsini
- Cardinale Giacomo Franzoni

La successione apostolica è:
- Vescovo Giuseppe Eusanio, O.S.A. (1670)
- Vescovo Antonio Molinari (1676)
- Arcivescovo Giulio Vincenzo Gentile, O.P. (1681)
- Vescovo Giuseppe Nicola Gilberti (1681)
- Vescovo Ottavio Paravicino (1681)